# Famille Brignole
Pour les articles homonymes, voir Brignole.
 (juillet 2024).
Si vous disposez d'ouvrages ou d'articles de référence ou si vous connaissez des sites web de qualité traitant du thème abordé ici, merci de compléter l'article en donnant les références utiles à sa vérifiabilité et en les liant à la section « Notes et références ».

Armes des Brignole de Gênes

La famille Brignole (ou Brignole Sale) est une illustre famille patricienne de Gênes connue dès 1218 à Rapallo. Patriciens de la sérénissime république de Gênes, les Brignole portaient les titres de marquis (de) Brignole-Sale et de Groppoli pour la branche aînée et celui de marquis (de) Brignole pour les autres lignées patriciennes
On peut trouver différentes écritures de ce nom : Brignole, Brignole-Sale, de Brignoles Sales, de Brignoles de Sales ou plus rarement mais pour respecter la prononciation italienne : de Brignolet Salet. La particule est rajoutée selon l'usage français mais ne correspond à aucune réalité patronymique.
À Gênes, deux branches se distinguèrent :
- les Brignole-Sale, dont trois membres furent doges (en 1635 - 1746 et 1762)
- les Brignole dont le membre le plus illustre est Giacomo Maria Brignole, qui est à la fois l'ultime doge et le seul à avoir été élu à deux reprises (en 1779 et 1795).

Au XVIIIe siècle, on présentait la famille Brignole comme l'une des plus puissantes et riches d'Italie. Amoureuse de la France, elle a laissé plusieurs rues à son nom dont une dans le XVIe arrondissement de Paris et de nombreux palais dont Matignon.
Le nom de Brignole-Sale s'est éteint en 1888 à la mort de la duchesse de Galliera. 

## Histoire des Brignole

### Les origines
Au Moyen Âge, la famille Brignole était une famille populaire, c'est-à-dire plébéienne, qui appartenait à la faction des Guelfes. Son origine était le village homonyme des Apennins ligures. En 1350, la famille déménagea à Rapallo où elle exerçait depuis longtemps le commerce de la soie, puis en 1353 à Gênes même. Certains membres de la famille Brignole participèrent à l'administration de la commune avant la grande révolte populaire de 1506. Ainsi Niccolo Brignole - l'exécuteur testamentaire de Christophe Colomb - fut député par la commune de Gênes auprès du duc de Milan dans les années 1470. C'est à ce titre que les Brignole accédèrent à la dignité de patricien en 1528 quand Andrea Doria refondit la république sur des bases oligarchiques inspirées de Venise. De 1528 à 1576, cette famille fut membre de l'albergo des Cicala, une des vingt-huit factions de Gênes.

### L’ascension sociale

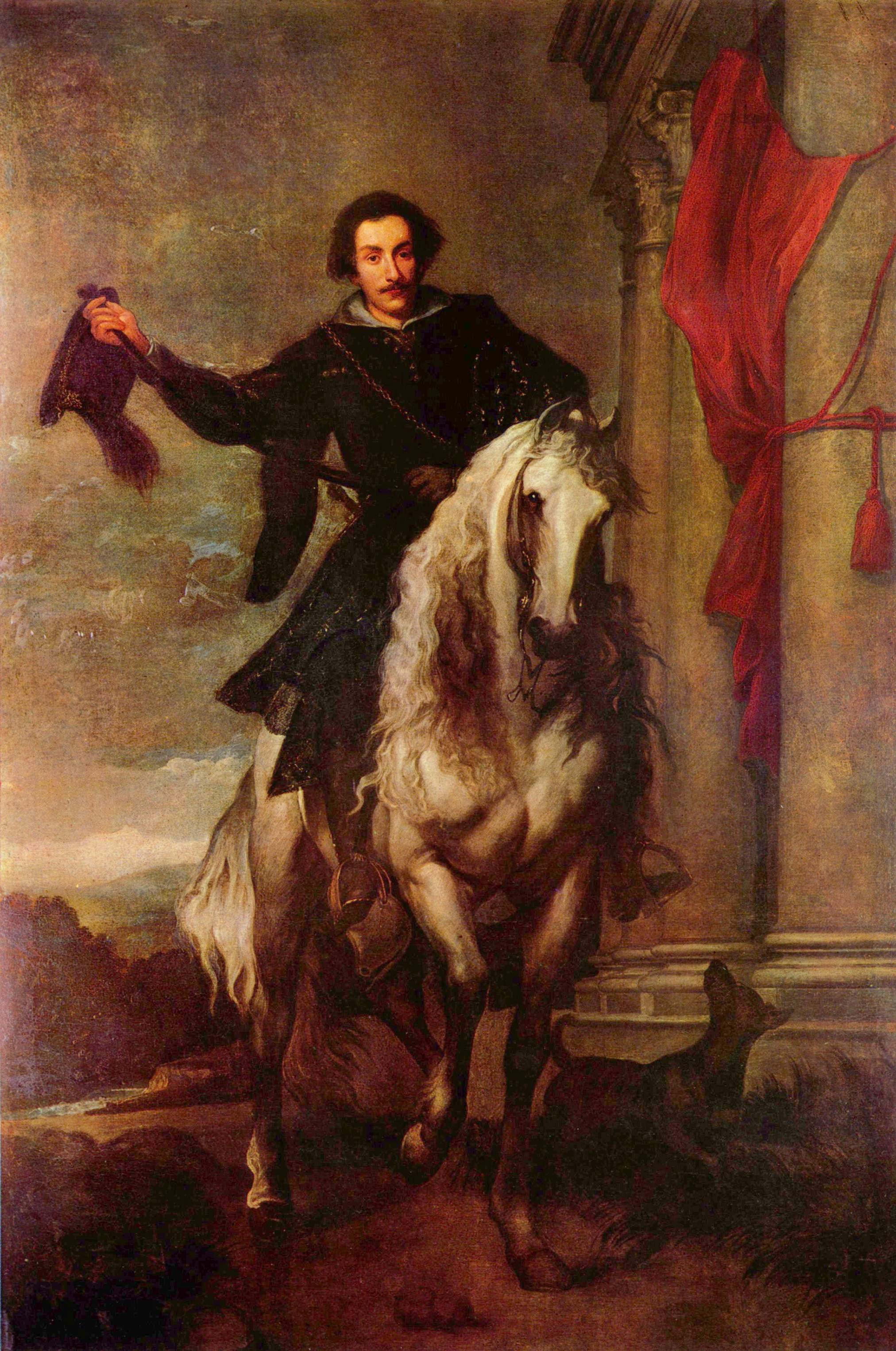
Anton Giulio par Van Dyck en 1627.

Originellement, les Brignole étaient des tisseurs de soie de Rapallo. Cependant leur fortune et leur puissance étaient modestes comparée à celles des grandes familles génoises d'alors. Mais en un siècle, la famille Brignole va parvenir à se hisser au premier rang de l'oligarchie génoise. Pour bien comprendre comment, il est nécessaire de préciser quelques aspects de l'histoire génoise. Le patriciat génois, après 1528, et au moins jusqu'au lois de Casale en 1576 fut imparablement clivé en deux catégories : celle des « nobles nouveaux », anciens populaires et celle, moins nombreuse des « nobles anciens ». Opposés sur presque tous les sujets aux « nouveaux », les « anciens » avaient abandonné le commerce et les activités du port pour se lancer dans la banque. Ils finançaient largement la couronne espagnole et armaient pour elle des flottes de galères mercenaires. Les nouveaux, moins riches et moins influents continuaient de commercer les tissus et d'armer des navires, de commerce cette fois. Au nombre de ces nobles nouveaux figurait la famille Brignole. Mais, les maisons Brignole, Durazzo et Balbi, s'allièrent et reconvertirent toutes leurs activités dans la finance. En 1550, le réseau financier et commercial des Brignole s'étendait de Gênes à Anvers en passant par Besançon et Madrid.
Le cas des Brignole est ainsi remarquable parce qu'il représente la plus brillante ascension sociale de cette nouvelle noblesse. En effet, sans posséder au début le prestige ni la puissance politique des familles dites de vielle noblesse, telles les Spinola, Doria, Fieschi ou Grimaldi, en un siècle à peine, cette famille acquit par ses activités commerciales et bancaires mais aussi grâce à une habile politique matrimoniale, l'une des plus imposantes fortunes de Gênes, alors ville dont l'aristocratie est la plus riche au monde.
Finalement, en 1635, Gian Francesco Brignole-Sale est élu doge de Gênes. Les Brignole comptent dès lors parmi le cercle très restreint des familles ducales, celles qui ont donné au moins un doge. Elle en fournira quatre. Au XVIIe siècle, les Brignole animent un courant dit pro-français mais qui de fait ne l'est pas mais est plutôt un parti œuvrant pour une plus grande indépendance, donc opposé à l'Espagne, d'où l'appellation de pro-français. Ils soutiennent largement les expériences (toutes avortées) du parti navaliste qui tente de refaire de Gênes une grande puissance navale. La famille Brignole se détache ainsi des autres familles de la nouvelle noblesse, en se constituant une identité particulière. Ainsi les frères Ridolfo et Gian Francesco Brignole-Sale se font bâtir de 1671 à 1676 le magnifique palazzo rosso, douzième et dernier palais de la célèbre strada nuova (actuelle via Garibaldi), longue rue droite qui ne comptait alors que des palais de l'ancienne noblesse!
De plus, en 1626, la branche aînée des Brignole-Sale ajoute à sa noblesse d'État, une noblesse féodale (donc par définition plus haute et généralement apanage des nobles anciens), par l'investiture d'Anton Giulio I, marquis de Groppoli, petit État vassal de la Toscane, situé dans les Apennins.

### Les Brignole Sale

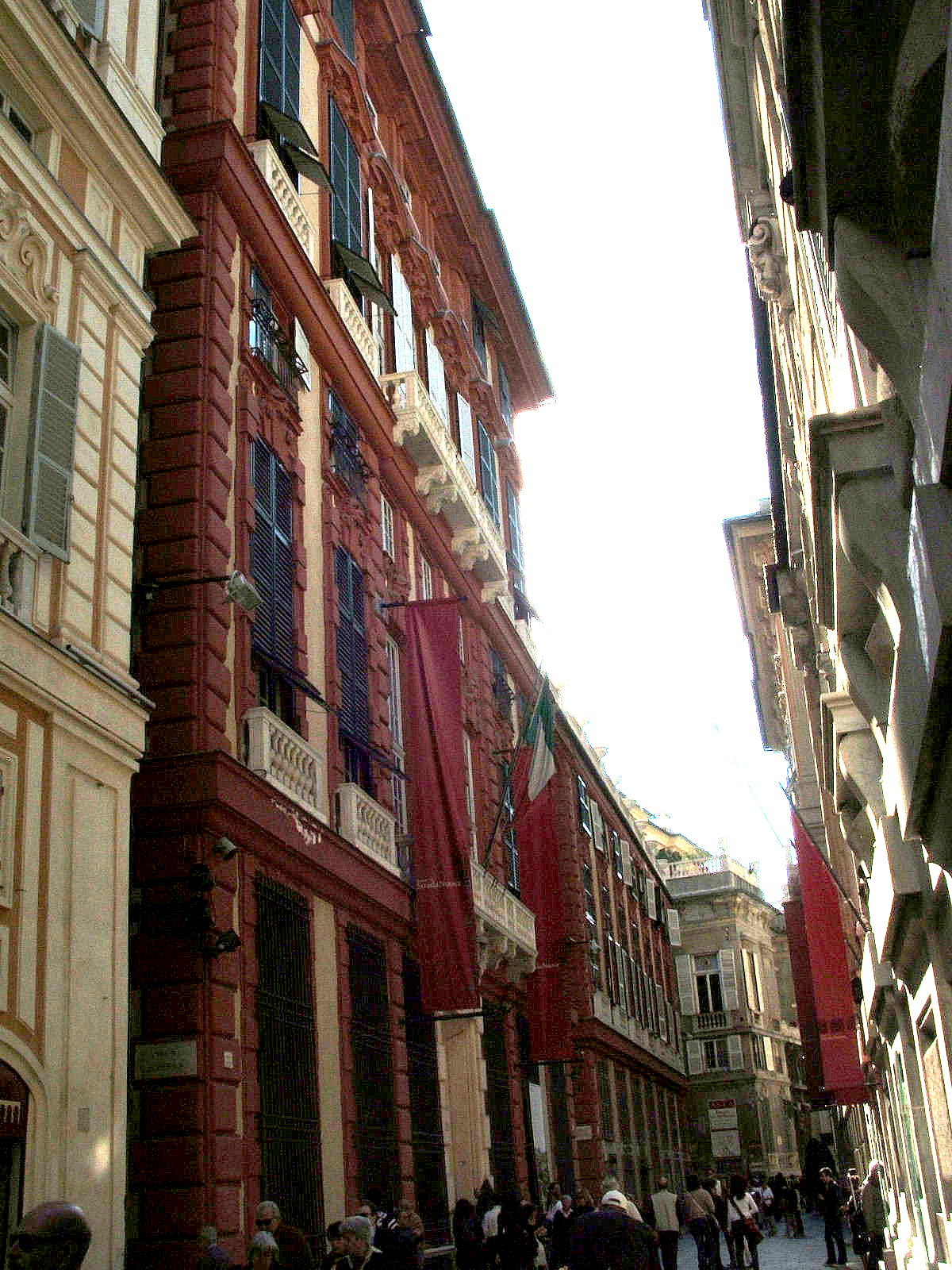
Le Palazzo Rosso ou Palazzo Brignole-Sale, sur la via Garibaldi, l'un des palais de Gênes

Au début du XVIIe siècle, Gian Francesco Brignole, doge de 1635 à 1637, dont la mère appartenait déjà à la famille Sale, épouse l'unique héritière du très riche Giulio Sale. La famille récupère alors le nom et la fortune de cette puissante famille ainsi que la possession du marquisat de Groppoli.

#### Les marquis de Groppoli
Fin 1577, le marquisat de Groppoli, propriété des Malaspina di Mulazzo est vendu au grand-duc François I de Toscane.
En 1592, François I fait de Giulio Sale le nouveau marquis de Groppoli. Les Brignole Sale (Anton Giulio ayant épousé l'unique fille de Giulio Sale) s'assurent alors de pouvoir récupérer le marquisat.
En 1606, Anton Giulio Brignole Sale devient le premier Brignole Sale, marquis de Groppoli où il réside un temps, il y fait bâtir notamment un palais.
Mais par la suite, le marquisat est géré à distance par des fonctionnaires des Brignole-Sale qui ne s'y rendent guère.
Le marquisat devient de fait indépendant.
En 1749, le doge Gian Francesco II Brignole Sale, rompant avec la politique de ses prédécesseurs, décide d'administrer directement ses possessions, y rendant lui-même la justice. Mais il refuse d'appliquer la loi toscane qui lui retirerait tout pouvoir sur ses terres. À sa mort en 1760, son frère Ridolfo-Emilio Brignole-Sale, aussi doge, hérite du marquisat et dès lors, le grand duché de Toscane n'aura de cesse de vouloir récupérer le village de Groppoli et sa campagne.
En 1773, les paysans de Groppoli, mécontents de la politique fiscale des Brignole-Sale se révoltent et assiègent le château féodal du XVe siècle. Ce sera l'unique siège de son histoire.
En 1774, quand le fils de Ridolfo-Emilio succède à son père, il est dépossédé de toute son autorité et de tous ses pouvoirs. Le marquisat est désormais administré directement par la Toscane. Ne reste aux Brignole-Sale que le titre.
Anton Brignole Sale, petit-fils de Ridolfo-Emilio Brignole-Sale et père de la duchesse de Galliera est le dernier Brignole Sale à en porter le titre. Selon les termes du brevet original du titre, Maria aurait pu réussir mais a choisi de ne pas demander au roi d'Italie de reconnaître son titre. Après sa mort, le titre dormant passa à son cousin John Emerich Edward Dalberg-Acton, 1er Baron Acton.

### La splendeur au siècle des Lumières
Les Brignole furent, par leur fortune immense, leur habiles alliances matrimoniales mais aussi par leur prestige politique, culturel et intellectuel, la famille de Gênes la plus influente durant tout le XVIIIe et jusqu'au milieu du XIXe siècle.
En tout les Brignole ont donné quatre doges à la république de Gênes qui ont totalisé cinq mandats biennaux, fait unique dans l'histoire de la ville.
En 1738, Jacques de Campredon, ambassadeur français à Gênes, indiquait que le bloc le plus influent du patriciat était constitué de quatre familles : les Balbi, Brignole, Durazzo et de Mari, toutes alliées entre elles (les Brignole, Balbi et Durazzo constituaient effectivement une unique faction, le cas des de Mari est spécifique).
Après que Gênes a cédé la Corse, la République est fabuleusement riche. Ses nobles encore davantage. Dans les années 1780, Gênes, politiquement inexistante, est prospère, belle et en perpétuelle renaissance. C'est à cette époque que la maison Brignole connait son apogée. C'est d'ailleurs un patricien Brignole nommé Gian-Battista qui le premier en 1764 proposera au minor consiglio de la république la cession de la Corse à la France assortie des conditions qui accompagneront le futur traité de Versailles (1768).

### Les doges

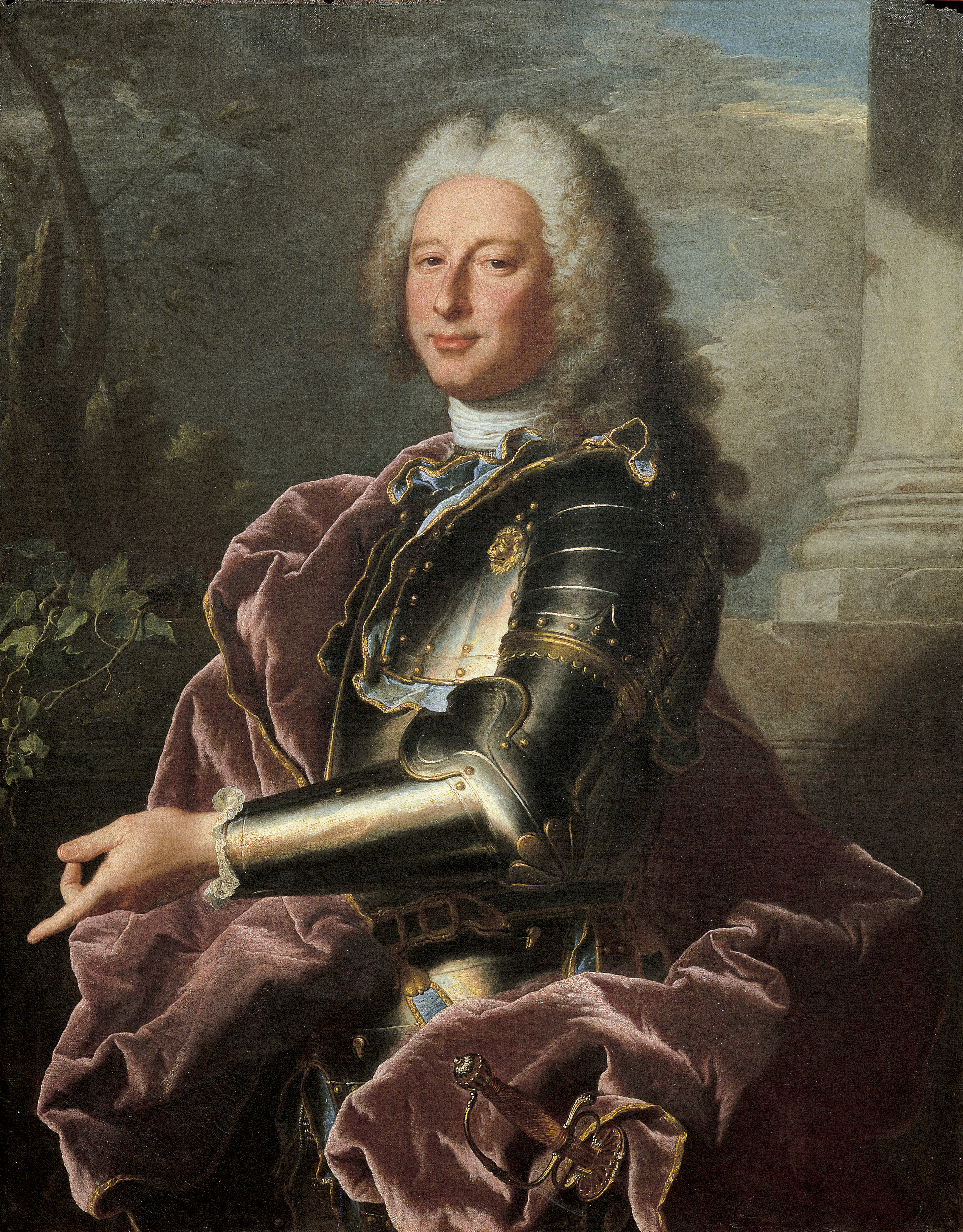
Gian Francesco II Brignole Sale, doge de Gênes de 1746 à 1748 par Hyacinthe Rigaud en 1739

À la différence de celui de Venise, le doge de Gênes n'était pas une idole adulée et privée de tout pouvoir. À Gênes, le doge régnait deux années seulement mais possédait autant de pouvoir que la dizaine de sénateurs qui l'entouraient et avec lesquels il exerçait la réalité du pouvoir. C'était en outre au doge qu'incombait le choix de l'ordre du jour, de l'organisation des débats et des votes des petits et grands conseils, organes délibératifs de la république. Ainsi le doge pouvait réellement gouverner et agir durant son mandat. Les deux années de dogat coûtaient cependant fort cher, ce qui limitait le choix du doge aux oligarques les plus prospères.
Une fois son mandat arrivé à son terme, le doge revêtait la toge de procurateur perpétuel et il intégrait le Sénat. Sans aucun doute, le vrai pouvoir était en fait entre les mains des anciens doges qui formaient un conseil exécutif permanent, loin de l'idéal des rédacteurs de la constitution dorienne qui avaient créé le système de rotation rapide des charges.

#### Gian Francesco I Brignole Sale(1582-1637)
En 1635, Gian Francesco I, doge francophile, devint le premier doge de la famille malgré l'emprise des vieilles maisons, fortement liées à l'Espagne, sur la magistrature suprême. Durant son mandat il transforme considérablement l'institution ducale, en lui donnant tous les attributs de la royauté, dans un souci de recherche de l'indépendance génoise vis-à-vis des grandes puissances. La Corse en fut le prétexte ; le doge devint roi de Corse et donc l'égal des autres souverains et non plus un simple duc de l'Empire. Cela fut, dans un premier temps, symbolisé par la remise solennelle des clefs de la ville, par le doge, à la Vierge Marie, proclamée reine de Gênes et de la Corse ! Gian Francesco I Brignole fut le dernier à avoir rang de duc. Son successeur, couronné avec des attributs entièrement nouveaux sera le premier à avoir rang de roi. Une autre conséquence de ce changement de statut fut la transformation des rangs des patriciens. Suivant le raisonnement que tout patricien pouvait être élu doge et donc que tout patricien était le successeur éventuel d'un roi, les patriciens génois se proclamèrent les égaux en rang des princes du sang et autres héritiers des couronnes européennes. Gian Francesco Brignole-Sale, quant à lui, mourut quelques jours avant la fin de son mandat, il avait été doge de 1635 à 1637 et un prestigieux ambassadeur.

#### Gian Francesco II Brignole Sale(1695-1760)
Gian Francesco II Bignole-Sale fut l'un des plus grands doges de la république de Gênes et l'un des Brignole les plus importants. Richissime comme tous les Brignole, il se fit tout d'abord remarquer par ses qualités de diplomate, en Corse puis à Londres, Versailles et enfin Vienne. C'est lui qui, en 1738, négocia le traité de Fontainebleau avec la cardinal de Fleury et le roi Louis XV. Ce traité fut essentiel dans l'histoire de la Corse puisqu'il autorisait le roi très chrétien à envoyer des troupes et garnisons dans l'île. Bien avant d'être doge, Gian francesco II Brignole-Sale vivait avec un train de vie fastueux qui n'était digne que d'un souverain. Il enrichit substantiellement la collection Brignole-Sale. Il acquit de nombreuses œuvres de peintres prestigieux, tels Dürer, Van Dyck, Guido Reni et lui-même se fit représenter par Hyacinthe Rigaud (voir au-dessus). Enfin, il fut désigné comme lieutenant général de l'armée coalisée franco-espagnole engagée en Italie durant la guerre de Succession d'Autriche. Gian Francesco Brignole-Sale, aussi généralissime des armées génoises, était le second personnage de l'armée, directement sous les ordres de l'infant Dom Philippe. S'étant couvert de gloire, il fut élu doge de Gênes à l'unanimité le 3 mars 1746. Mais ce fut alors que les Franco-espagnols furent écrasés et forcés de rembarquer laissant les Génois sans défense. Après un siège rapide de Gênes, le doge Brignole se résigna à capituler et livra une ville désertée par ses nobles et dirigeants. Cependant, l'occupation autrichienne fut brève et la ville s'insurgea aux cris de « Vive Marie ». Le mouvement populaire considérant les nobles comme des traîtres, le doge fut assez habile pour entendre leurs revendications et il garantit du sceau de la légalité la mise en place d'une assemblée populaire au fonctionnement démocratique. Néanmoins, la nouvelle république démocratique de Gênes fit long feu et, dix-huit mois seulement après le soulèvement, les lois exceptionnelles furent abrogées et l'ancienne constitution fut de nouveau appliquée, les chefs populaires s'étant entretués. On ne peut imaginer qu'un personnage aussi considérable que le doge ait été étranger à cette vigoureuse reprise en main, sorte de contre-révolution douce en quelque sorte, d'autant plus que Gian Francesco, élu à 51 ans seulement à une magistrature réservée aux seuls plus de cinquante ans était donc un homme relativement jeune et dynamique -la plupart des doges étaient surtout des vieillards, cela pour éviter la dictature d'un ancien doge qui eut pu demeurer trente années durant au sein du sénat. Gian Francesco II passa ses dernières années à administrer son marquisat de Groppoli, bravant l'autorité du grand-duc de Toscane et de l'Empereur qui en avaient pourtant proclamé la réunion à la couronne de Florence. On nous dit qu'il mourut regretté de tous.

#### Ridolfo-Emilio Brignole Sale(1708-1774)
Ridolfo ou Rodolphe était le plus jeune frère de Gian Francesco II Brignole-Sale. Grand seigneur, il fut lui aussi élu doge en 1762, charge qu'il occupa jusqu'en 1764. Lui aussi, brava le grand-duc de Toscane en demeurant opiniâtrement indépendant. Il est le troisième et dernier doge de la maison de Brignole-Sale.

#### Giacomo Maria Brignole(1724-1801)
Giacomo Maria Brignole appartenait à la branche cadette des Brignole qui n'avait encore compté aucun doge en 1779 mais qui faisait néanmoins partie des premières familles de la république, et pas seulement grâce à son cousinage avec les Brignole-Sale. Il fut élu une première fois en 1779, et chose extraordinaire, il fut doge une deuxième fois de 1795 à 1797 ! Son second mandat fut le plus singulier étant donné que Giacomo Maria Brignole fut aussi le dernier doge de la république de Gênes ! En effet, son mandat n'était pas encore achevé que le général Bonaparte lui posa un ultimatum et le contraint à abdiquer. Contrairement au doge de Venise, Ludovico Manin, à la même époque, Giacomo Maria Brignole accepta de devenir le chef de la municipalité de Gênes. Puis il fut doge-président et enfin président du gouvernement provisoire de la république ligurienne. Mais, hostile aux « idées de France » et suspect aux yeux du gouvernement français, il se résigna et abdiqua une seconde fois pour partir en exil et lutter depuis Florence contre ses idées nouvelles.

### Une famille francophile

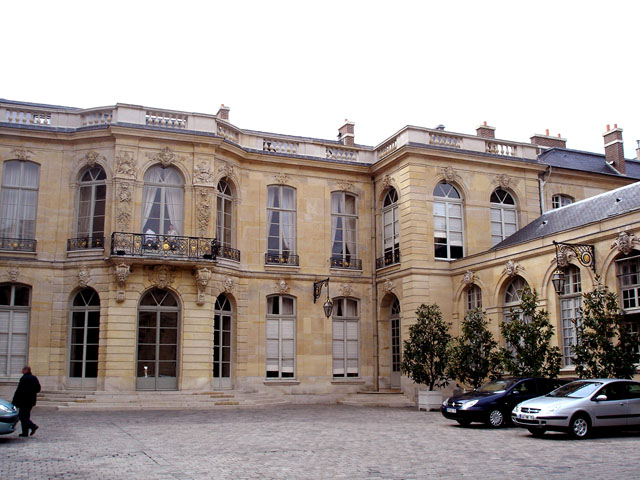
Le perron de l'Hôtel Galliera, actuel Hôtel Matignon, où vécurent deux Brignole-Sale, Marie-Catherine (1737-1813), princesse de Monaco et de Condé, et sa petite-nièce Marie (1812-1888), duchesse de Galliera.

Animés d'un profond amour de la France, les Brignole-Sale passent de nombreux temps à Paris et Versailles où ils enchantent les différents milieux intellectuels parisiens comme versaillais. Le brillant Gian Francesco II, Gian Giacomo, Giuseppe et Ridolfo II, tous quatre frères ainsi que leur père Anton Giulio II, sont de brillants ambassadeurs de Gênes à Versailles où ils s'acquittent de délicates missions.

#### Marie-Catherine Brignole-Sale(1737-1813)
Dite « la plus belle femme de France » d'après le comte de Ségur, elle fut princesse de Monaco et de Condé et elle résida longtemps à Matignon, Chantilly et au palais Bourbon avant d'émigrer. Élevée tant à Gênes qu’à Paris elle émerveilla par sa beauté et son esprit tout autant les princes que les philosophes. Quittant avec fracas un mari jaloux et possessif après lui avoir donné deux fils, la belle princesse vécut à partir de 1772 avec Louis Joseph de Bourbon-Condé qu’elle finit par épouser, une fois veuve en 1798. Immensément riche, elle finança l’armée des émigrés et plus précisément l’armée de Condé. Elle mourut à Wimbledon en 1813.

#### Anna Pieri Brignole Sale(1765-1815)
Personnage superbe qu’Anna Brignole-Sale, marquise et comtesse de Brignole ! Originaire de Sienne, Anna épousa le magnifique Antonio-Giulio III Brignole-Sale, lui-même fils et neveu de doge. À Gênes, la marquise était réputée pour l’excellence de sa vie mondaine et les spectacles fameux qu’elle organisait. Veuve précocement, elle s’attacha rapidement aux « idées de France » et anima dans cette même ville un profond sentiment bonapartiste. Ce fut chez elle que fut signé l’acte du rattachement de Gênes à la France en 1805. Sous l’empire, elle vécut à Paris et fut une des plus grandes figures de la cour impériale. Amie de Lebrun qu’elle manqua d’épouser, intime de Talleyrand, chargée de mission auprès du Saint-Siège, Mme de Brignole fut aussi et surtout la dame du palais de l’Impératrice Marie-Louise. Elle fut la seule à suivre sa souveraine en Autriche. Intime parmi les intimes, elle supplia l’impératrice de demeurer fidèle à Napoléon. Elle mourut à Vienne en 1815.

#### Anton Brignole Sale(1786-1863)
« Il grande Anton Brignole ! » Il est le fils d’Anna Pieri Brignole Sale et le petit-fils du doge Ridolfo. Jeune, il servit l’empire français, fut auditeur au conseil d’État, maître des requêtes de l’Empereur, organisateur des annexions de la Ligurie et de la Hollande, puis préfet de Montenotte, comte de l’Empire et geôlier du pape. Une fois la chute de Napoléon consommée, il mit tout son ardeur et son zèle dans la défense de la liberté de sa patrie. Ses efforts, bien qu’admirés, furent vains et il entama pour le compte du roi de Sardaigne une intense activité diplomatique. Celle-ci le conduisit en Toscane, en Espagne, en Angleterre puis en Russie et enfin en France. Partout il gagna l’affection des souverains qu’il rencontra. Le pape l’appelait « mon bon gardien de prison », le Tsar le surnomma « le grand ambassadeur du petit roi ». Mais ce fut à Paris qu'il fut le plus remarqué. Il y fut ambassadeur de 1836 à 1848. Ami personnel du roi des Français, le marquis de Brignole fut une sommité de la vie intellectuelle française de ce temps. Président de l’Institut historique de France, il confirma sa renommée de brillant intellectuel. En 1846, il présenta à Gênes, le grand Congrès international de Savants. Rentré en Italie à la suite de la révolution de février 1848 et à ses désaccords avec le nouveau gouvernement républicain, Antoine Brignole-Sale, sénateur, lutta par les armes parlementaires contre Cavour et sa politique résolument anticléricale. Il s’éteignit à Gênes en 1863 alors qu’un pays nouveau venait de naître, dans un monde qu’il ne reconnaissait pas.

#### Maria Brignole Sale De Ferrari, duchesse de Galliera (1811-1888)
Maria, duchesse de Galliera fut la dernière des Brignole Sale. Jeune femme, elle épousa le marquis Raffaele de Ferrari, génois qui acquit une fortune colossale en construisant la quasi-totalité des chemins de fer d’Europe continentale et les banques de la plupart des États européens. Veuve, elle fut une immense philanthrope, fondant musées, orphelinats, hospices, écoles, dont Science-Po Paris. À sa mort, elle légua la collection Brignole Sale à la ville de Gênes, comme l'avait fait, avant elle, la dernière des Médicis à Florence.

### Les arts
Les Brignole furent aussi de grands collectionneurs d'art. Le palazzo Rosso abrite la collection de la famille parmi laquelle figurent certains des plus grands noms de la peinture : Van Dyck, Hyacinthe Rigaud, de Ferrari, Bernardo Strozzi, Dürer et bien d'autres. Aux trois Van Dyck laissés par ses ancêtres et au portrait de son père par Hyacinthe Rigaud, Gian Francesco II Brignole Sale ajoutera son propre portrait peint par le même Rigaud. Il vivra à Paris avec un faste qui en émerveillera plus d'un et, doge pendant de difficiles années où il tentera l'expérience de confier le pouvoir au peuple, il se fera représenter, en pied, en grande tenue de doge par Jacopo Boni dans un tableau s'inspirant très largement du fameux tableau de Louis XIV par Hyacinthe Rigaud. L'ensemble de cette collection aurait dû être légué à la ville de Paris par la duchesse de Galliera qui avait exprès fait bâtir le palais Brignole-Galliera dans le XVIe arrondissement. Mais, affecté par la seconde loi d'exil, votée par le gouvernement français à la suite d'une réception trop fastueuse qu'elle avait donnée chez elle à Matignon à l'occasion des fiançailles d'une fille du comte de Paris, en 1886, elle renoncera à ce legs et donnera sa villa de Voltri (actuelle Villa Brignole-Sale), le palazzo rosso et le palazzo bianco sur la strada nuova (actuelle via Garibaldi) ainsi que toutes les merveilles qu'ils contenaient à la ville de Gênes. La collection est aujourd'hui visible dans ces deux incroyables palais qui constituent les deux principaux musées d'art classique de Gênes.

### Les lettres

#### Anton Giulio Brignole Sale(1605-1662)

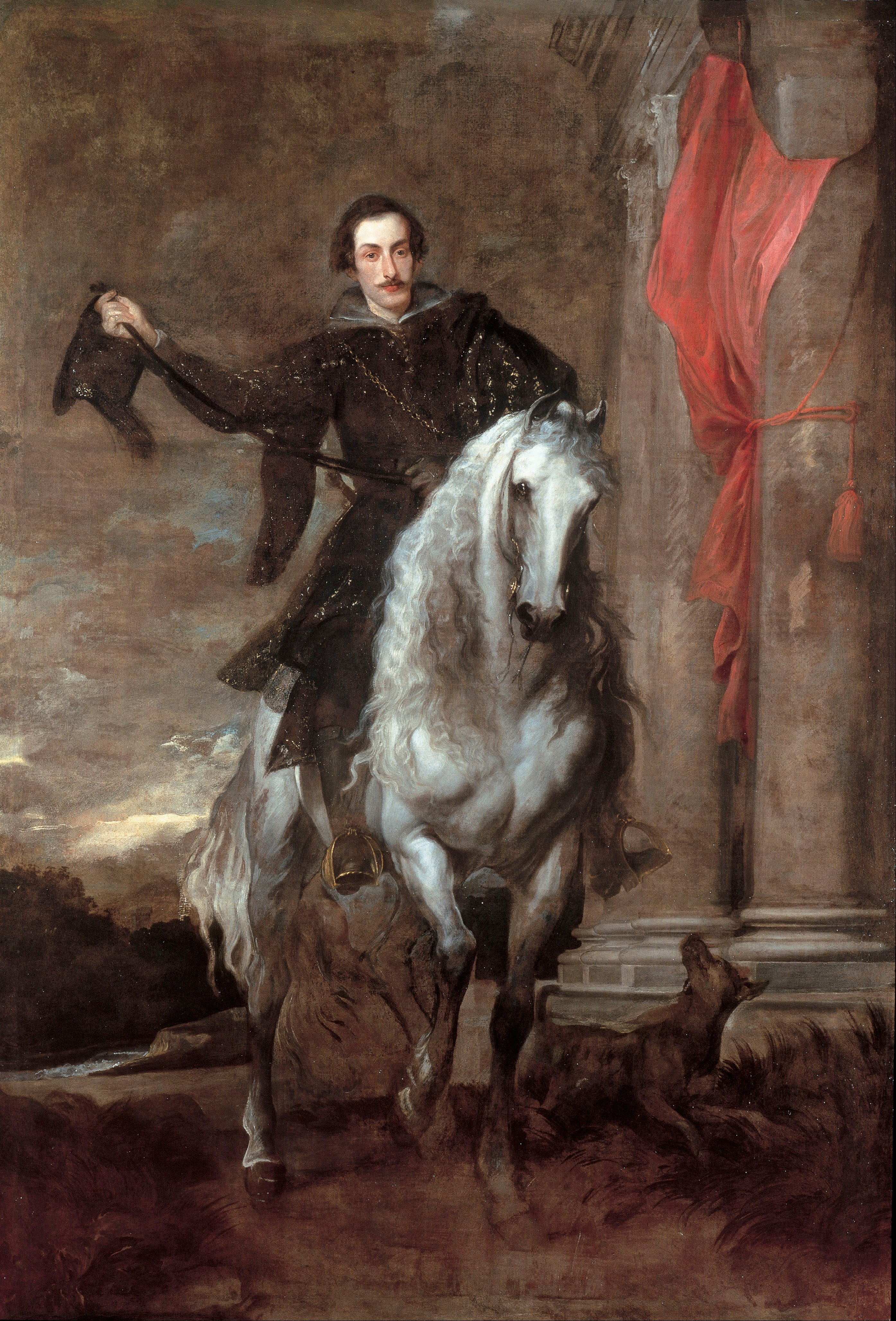
Portrait d'Anton Giulio Brignole-Sale à cheval
par Antoine van Dyck, 1626-1627
Musei di Strada Nuova, Palazzo Rosso, Gênes

Anton Giulio Brignole Sale est le fils unique du doge Gian Francesco I et le premier des Brignole-Sale. Auteur considérable, il est un représentant éminent du baroque italien. Il a laissé un nombre colossal d'écrits hagiographiques, politiques et philosophiques. Il rédigea aussi de nombreuses satires, biographies, poèmes, opéras et pièces de théâtre qui furent, de son vivant, traduits en français et qui connurent de véritables succès, faisant de lui, très tôt, un auteur admiré et respecté. Son œuvre politique est non moins considérable. Anton Giulio I fut un brillant ambassadeur en Espagne dans les années 1640, où il gagna l'affection du roi Philippe IV d'Espagne, ce fut aussi un penseur navaliste et républicain, favorable à une alliance avec Venise. Parvenu aux plus hauts niveaux de l’État, sénateur et pressenti pour devenir doge, il démissionna subitement et intégra la Compagnie de Jésus. Les raisons de son départ ont été diversement interprétées et expliquées, mélancolie pour les uns (il venait de perdre son épouse), acte politique pour les autres. La ville d’Albaro, non loin de Gênes, a baptisé une école à son nom.
Par ailleurs, Anton Giulio I Brignole-Sale appartient aussi à l’histoire de la peinture. En effet, il fut le sujet du premier tableau équestre du jeune Van Dyck. À ce propos, il existe une anecdote rapportée à Stendhal lors de l’un de ses voyages en Italie. La légende rapporte qu’en 1627, le jeune Anthony Van Dyck, grimé aurait provoqué en duel le marquis Brignole le jour même de ses noces avec Paola Adorno Brignole Sale car le jeune et fougueux artiste aurait été secrètement épris de la jeune mariée. Blessé d'un coup de rapière à l'épaule, Van Dyck aurait été appelé le lendemain du duel par Anton Giulio Brignole, qui feignant peut-être de ne pas reconnaitre son adversaire lui aurait alors commandé trois somptueux portraits. Ébloui par la grandeur d'âme de Brignole, Van Dyck se serait exécuté. Toujours est-il que ces majestueux tableaux font partie de la collection Brignole Sale et peuvent aujourd'hui être admirés au Palazzo Rosso.
Toujours selon la légende et rapportée par Joseph Méry en visite au palais Durazzo dans sa nouvelle Van-Dick au palais brignola , le peintre aurait exécuté le portrait de la comtesse de mémoire bien avant la commande du comte : « Van- Dick courut chez lui et détacha du mur de son alcôve un tableau sans cadre et voilé ; c'était le portrait en pied de la comtesse Brignole qu'il avait peint de souvenir, magnifique chef-d'œuvre, exécuté dans le délire d'une ardente passion ».

### Philanthropie et piété

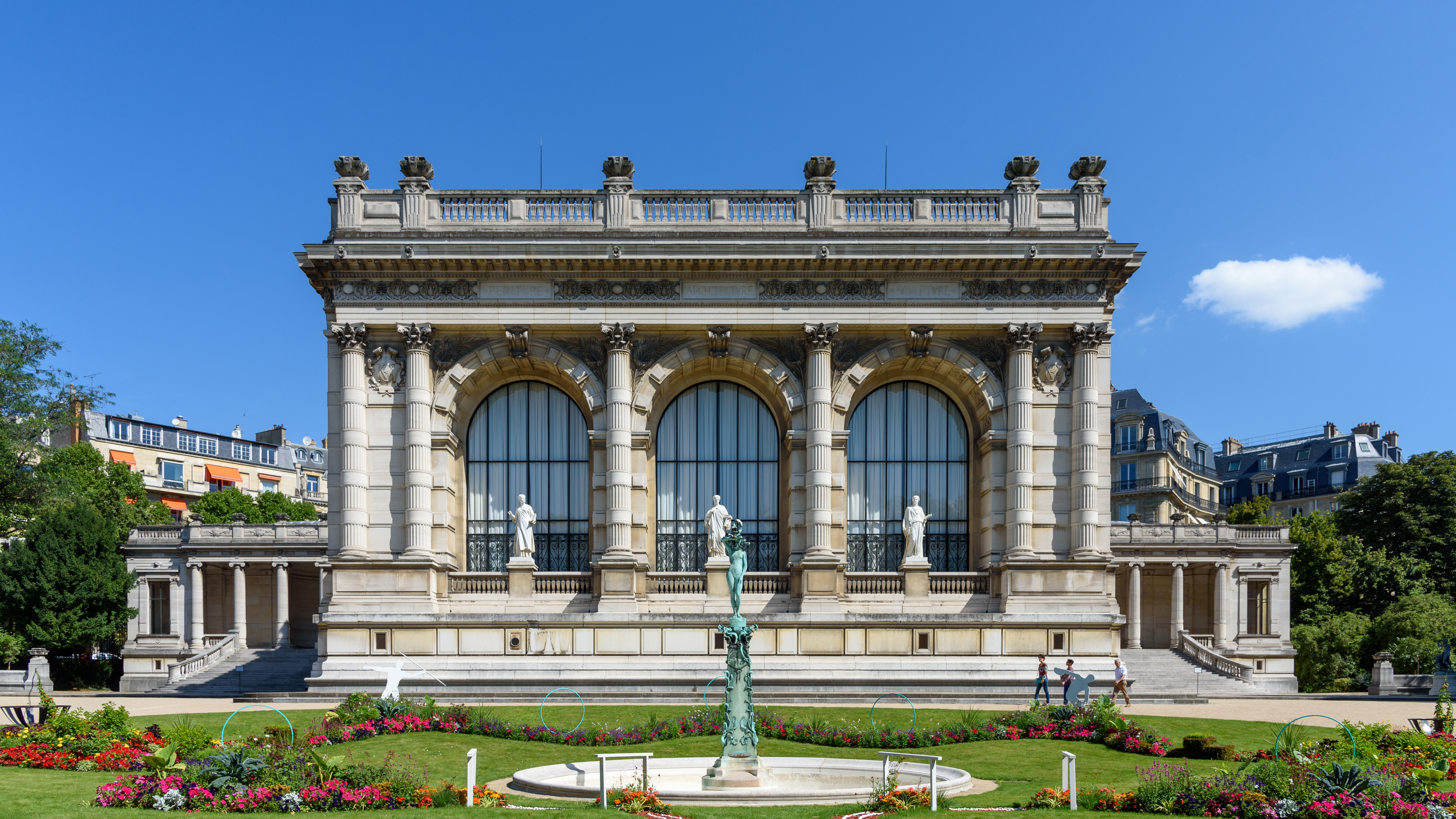
Musée Galliera, musée de la mode de la ville de Paris dans le XVIe arrondissement, légué à la municipalité par la duchesse de Galliera.

Après la mort prématurée de son épouse, Anton Giulio I, abandonne la toge sénatoriale, entre dans la compagnie de Jésus et les missionnaires urbains de l'archevêque de Gênes, Stephano Durazzo ce qui est perçu comme une prise de position dans la lutte que se livrent le gouvernement et l'archevêque et devient un prédicateur d'une grande éloquence.
De même, Antoine, son descendant, bien que sincèrement libéral sera un des plus farouches opposants des manœuvres politiciennes de Camillo Cavour au sénat (les relations entre les deux hommes étaient par ailleurs très bonnes). Il ne sera sénateur italien que durant quelques jours (du 1er au 4 avril 1861) après avoir été pendant longtemps l'un des plus importants sénateurs du royaume de Sardaigne. Il démissionnera en effet quelques jours après la proclamation du royaume d'Italie pour protester contre la politique résolument anticléricale du gouvernement. Il consacrera alors ses dernières années à la fondation du séminaire Brignole-Sale-Negrone d'où sont sortis nombre d'hommes illustres de l'église.

#### Emmanuel Brignole
Emmanuel Brignole aussi fut si impliqué dans l'organisation de l'ordre des « Sœurs de Notre-Dame du Refuge sur le Mont Calvaire », fondé par Sainte Virginie Centurione Bracelli, dans les années 1640, que les sœurs furent pour longtemps surnommées les « sœurs brignolines ». Il commandera des statues à Pierre Puget entre autres et financera amplement l'ordre.
Emmanuel Brignole fonda aussi et finança avec son cousin germain Anton Giulio I Brignole Sale l'Albergo dei poveri. Cette institution devint le cœur des institutions caritatives génoises. C'est de plus à cet endroit que se réfugiera le gouvernement en 1684 lors du bombardement de la ville par la flotte française commandée par Abraham Duquesne.

#### Giacomo Luigi Brignole(1797-1853)
Giacomo Luigi Brignole (1797-1853), cardinal très influent et libéral, aurait probablement été élu pape s'il n'était pas mort trop tôt.
Les Brignole finançaient de nombreuses œuvres de charité, tels l'hospice des filles de Brignole ou l'orphelinat de Meudon. Ils acquirent ainsi tous une grande réputation de charité, d'humilité et de piété.

## Palais

### À Gênes
Les palais qui suivent sont tous patrimoines de l'humanité à l'UNESCO.
- Palazzo Rosso, résidence des Brignole Sale sur la Strada Nuova. Il fut construit entre 1671 et 1677 par Pietro Antonio Corradi pour les frères Francesco et Rodolpho Brignole-Sale. Maria Brignole-Sale, duchesse de Galliera, le légua à la ville de Gênes.
- Palazzo Bianco, construit pour Luca Grimaldi entre 1530 et 1540 puis cédé en 1712 par la famille de Franchi, à Maria Durazzo Brignole-Sale, principale créditrice de cette famille. Il fut reconstruit et nommé bianco par opposition au palazzo rosso. Maria Brignole-Sale, duchesse de Galliera, le légua à la ville de Gênes.
- Palazzo Brignole Durazzo ou Palazzo Gio Carlo Brignole, encore surnommé le palazzo verde, construit par Pietro Antonio Corradi en 1671, résidence de la branche ducale des Brignole. Le palais passa aux Durazzo par la suite.
- Palazzo Gio. Carlo De Franchi, propriété des Brignole.
- Palazzo di Giulio Sale, sur la piazza de Embraci, acquis en 1607 par Francesco I (doge de 1635 à 1637), puis passé en 1869 aux Melzi d'Eril par héritage.
- Palazzo di Francesco Grimaldi-Brignole
- Palazzo Gio Battista Grimaldi (vico San Luca), construit en 1610. Acquis par le marquis Niccolo Brignole en 1865, transformé par lui puis revendu en 1904 aux Cattaneo della Volta di Belforte.
- La gare de Gênes porte actuellement leur nom.

### En Ligurie

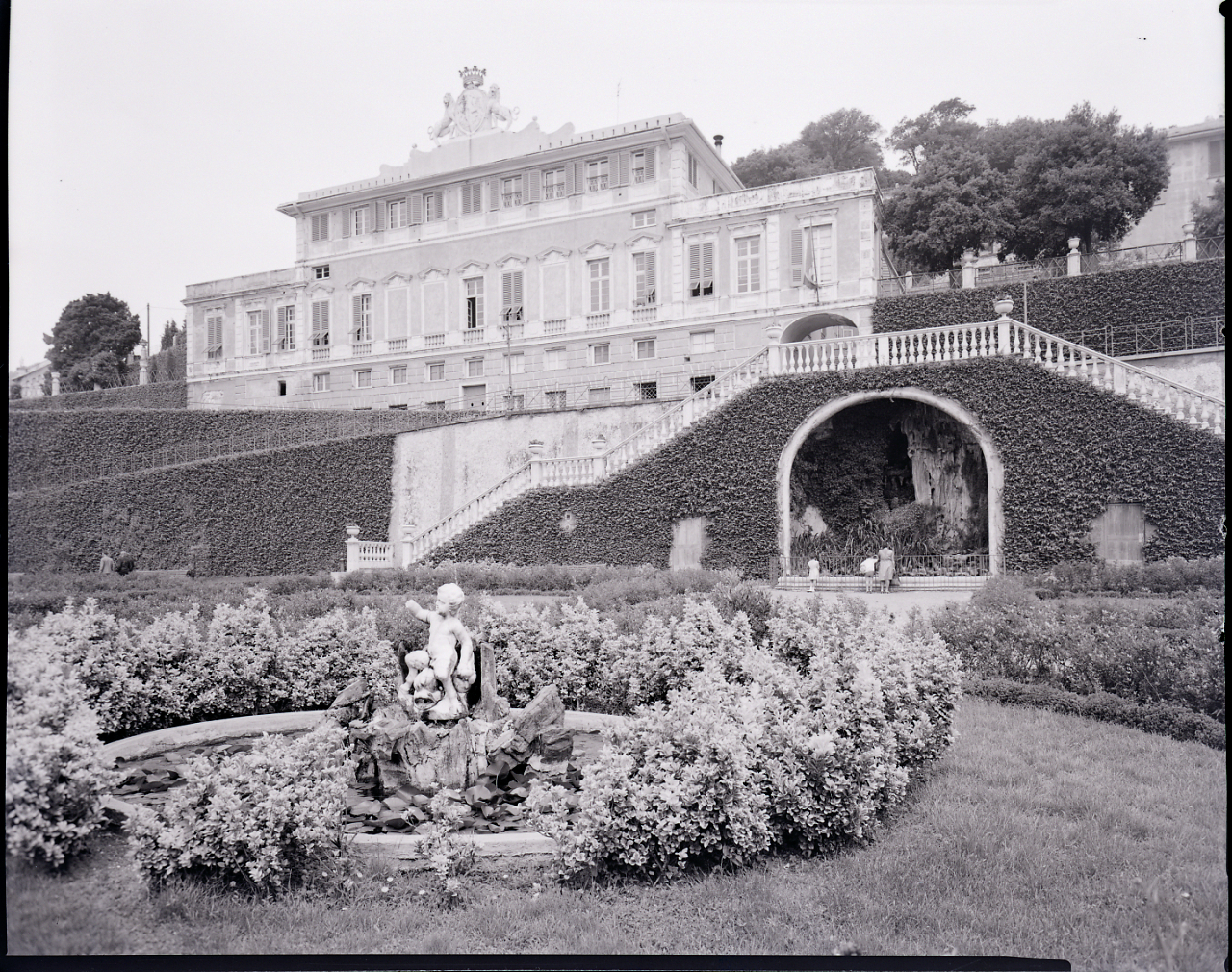
La Villa Brignole-Sale de Voltri qui accueillit des hôtes illustres, parmi lesquels Pie VII, Ferdinand VII ou le kaiser Guillaume II.

- Marquisat de Groppoli (château et villa Brignole)
- Palazzo Brignole-Sale à Groppoli
- Villa Brignole à Albaro
- Villa Brignole à Voltri
- Palazzo Brignole à Novi Ligure (Piémont)
- Castello di Montecalvo Versiggia

### À Paris

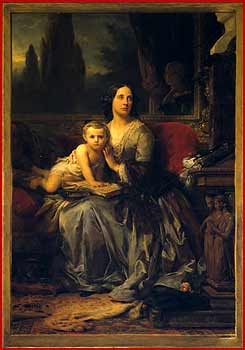
Maria de Brignole-Sale avec son fils et la Bible Brignole en 1856 à Matignon par Léon Cogniet.

Un certain hôtel particulier, rue de Cléry (où résidait Gian Francesco II Brignole Sale quand il était ambassadeur à la cour de France)
L'Hôtel Matignon a été la demeure de Marie-Catherine Brignole-Sale (1737-1813), princesse de Monaco avant sa séparation d'avec le prince de Monaco, puis sa petite-nièce Maria de Brignole-Sale, duchesse de Galliera y vécut à partir de 1852, avant de l'offrir à l'Autriche-Hongrie qui en fit son ambassade. Son fils Philippe de Ferrari, dit « de la Renotière von Ferrari » conserva l'usufruit d'une partie du bâtiment jusqu'à sa mort). À partir de 1852 et pendant longtemps, il fut d'ailleurs nommé l'Hôtel Galliera.
Le Palais Galliera-Brignole abrite le musée de la mode de la ville de Paris (Palais Galliera, musée de la Mode de la ville de Paris), dans le square du Palais-Galliera. Les rues attenantes se nomment rue Maria-Brignole et rue de Galliera.
L'Hôtel de Monaco, actuellement ambassade de Pologne. En 1772, Maria Caterina Brignole Sale (1737-1813) demanda à Alexandre-Théodore Brongniart de lui construire un palais capable de soutenir la comparaison avec l'Hôtel Matignon qu'elle quittait.

### En France
Le domaine et le château de Betz, actuellement propriété du roi Mohammed VI du Maroc, fut pensé par Marie-Catherine Brignole-Sale, séparée du prince de Monaco, et le duc d'Harcourt, sur des terres offertes par le prince de Condé, Louis V Joseph de Bourbon-Condé. Alors qu'elle régnait à Chantilly, la belle Brignole-Sale avait attisé la brouille entre le duc et le duchesse de Bourbon. Le prince de Condé, son amant, lui offrit alors un domaine « ni trop loin, ni trop près de Chantilly ».

## Armoiries
| Figure | Blasonnement |
|        | Armes de la famille Brignole D'azur à un pin [alias un prunier] fruité de sinople, terrassé du même, senestré d'un lion de gueules, couronné, rampant contre le fût. Casque avec lambrequins. Armes parlantes (« brignole » en génois/ligure = prune.). |
|        | Armes de la « Marquise de Groppoli » Parti de Brignole et de Pieri. |
|        | Armes de la comtesse Pieri et de l'Empire (titre de comtesse accordé à Anne, Marie, Gasparde, Vincente Pieri, veuve du sieur Brignole Sale, par décret du 3 décembre 1809 (lettres patentes du 11 juin 1810, Saint-Cloud). Ecartelé, au premier et quatrième d'azur à l'arbre de sinople terrassé du même, [senestré] d'un lion contre rampant de gueules ; au deuxième d'or au lion de gueules tenant une croix haussée du même en pal ; au troisième d'azur à la fasce d'argent chargée de trois roses de gueules, sommée d'un griffon naissant d'or, armé d'une épée de sable et soutenue d'une molette d'argent. Sur le tout d'azur au signe distinctif des comtesses attachées à notre maison. - Livrées : bleu, blanc, jaune, rouge et verd, le verd en bordure seulement. |
|        | Armes du comte Brignole-Sale et de l'Empire (Antoine Brignole-Sale) Écartelé au premier des comtes pris dans notre Conseil d'État, au deuxième d'azur à l'arbre de sinople terrassé du même, fruité de gueules et sénestré d'un lion contrerampant de gueules, au troisième d'or au lion de gueules tenant entre ses pattes une croix haussée du même, au quatrième d'or, à trois pals de sable. - Livrées : les couleurs de l'écu. On trouve aussiÉcartelé: au 1, échiqueté d'azur et d'or ; au 2, d'argent, à l'arbre de sinople, terrassé du même ; au 3, d'or, au lion de gueules, tenant de ses pattes une croix latine du même ; au 4, d'or, à trois pals de sable. |

## Dignités et honneurs
- Patricien de la Superbe République de Gênes, prédicat de Magnifique, d' Illustrissime (D.D.) ou d' Excellentissime (D.),
- Sénateur de la Superbe République de Gênes puis du Royaume de Sardaigne et d'Italie, prédicat d'Excellence.
- Père de la commune de Gênes,
- Doge de Gênes, prédicat d'Altesse Sérénissime ou d'Altesse Superbe, par la grâce de Dieu.
- Roi de Corse, en qualité de Doge de Gênes.
- Marquis (de) Brignole
- Marquis de Groppoli
- Marquis (de) Brignole-Sale
- Princesse de Monaco
- Princesse de Condé
- Comte de Brignole et de l'Empire
- Préfet de l'Empire
- Président honoraire de l'Institut Historique de France (1846)
- Duchesse de Galliera
- Princesse de Lucedio
- Évêque d'Assises (pour Ridolfo Brignole-Sale)
- Évêque de Naziance
- Cardinal
- Gouverneur pontifical de Rome (sous le pontificat de Pie IX)
- Vice-Camerlingue de Pie IX
- Directeur général de la police des États pontificaux de 1842 à 1845
- Préfet de la Congrégation de l'index de 1849 à 1853
- Camerlingue de Pie IX de 1851 à 1852, (pour Giacomo Luigi Brignole)

## Personnalités

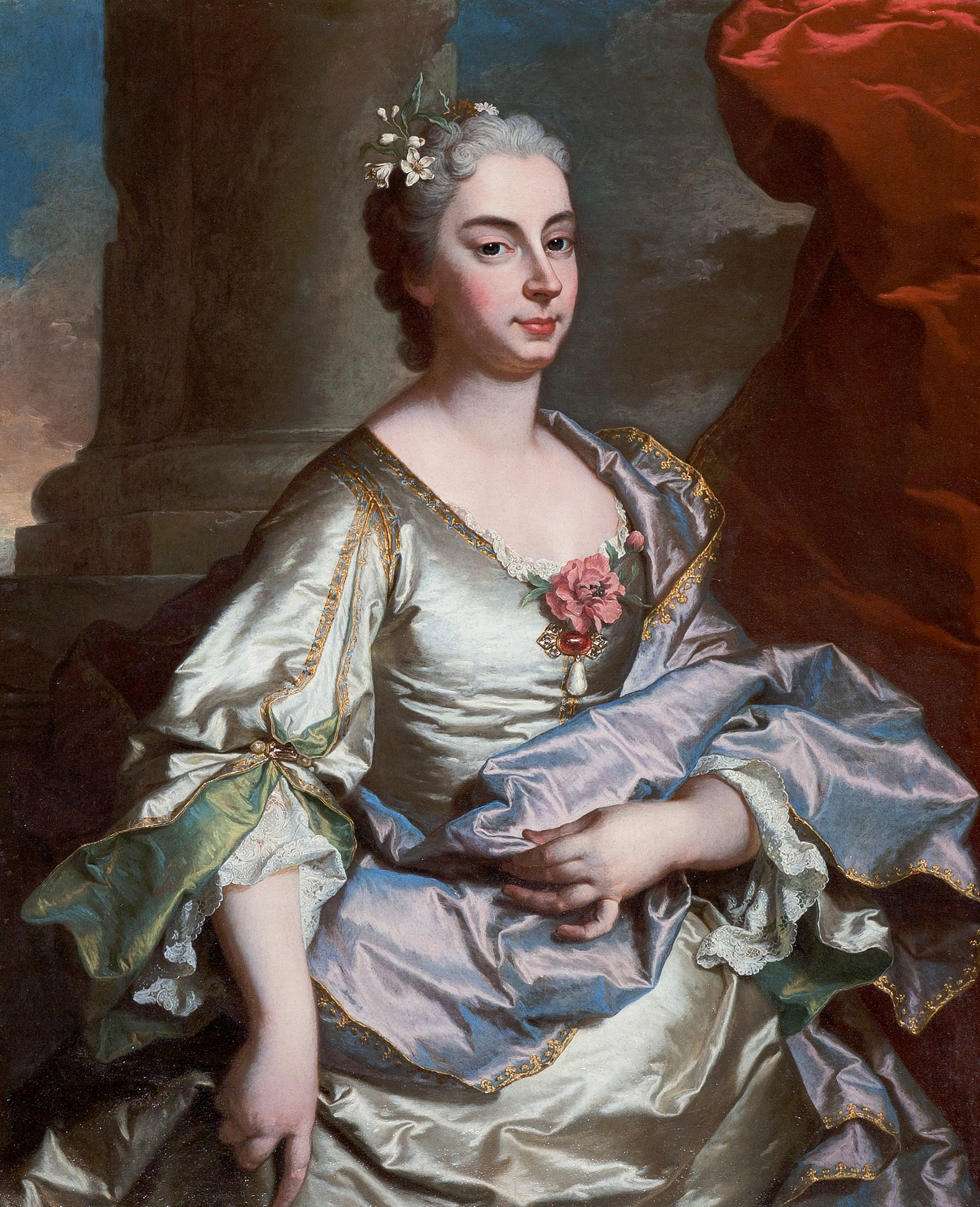
Battina Raggi Brignole Sale par Hyacinthe Rigaud.

### XVesiècle
- Niccolo Brignole : homme politique génois. Dans les années 1470, il fut envoyé en ambassade auprès du duc de Milan, Galéas Marie Sforza, aussi seigneur de Gênes pour traiter de la menace turque pesant sur les colonies génoises de mer Noire, et plus particulièrement, du sort de Caffa en Crimée, énorme colonie de près de quatre-vingt mille habitants. Niccolo Brignole fut aussi ambassadeur auprès du roi Louis XII de France en 1506 et 1512. Il fut aussi selon toute vraisemblance l'exécuteur testamentaire du premier vice-roi des Indes, son compatriote Christophe Colomb.

Il est l'ancêtre des personnes qui suivent.

### XVIesiècle
- Antonio Brignole Cicala : financier, commerçant et armateur génois qui fonda la puissance financière et politique de la famille.

### XVIIesiècle
- Gian Andrea Brignole : patricien génois.
- Emmanuel Brignole : Il fut nommé protecteur de la communauté des « Sœurs de Notre-Dame du Refuge sur le Mont Calvaire » par le Sénat de Gênes. Dans les années 1640, grand admirateur de la fondatrice Sainte Virginie Centurione Bracelli, il mit tant de zèle à organiser la communauté que les sœurs étaient appelées par le peuple, les « sœurs Brignolines ».
- Gian Francesco I Brignole : fils (ou neveu ?) d'Antonio Brignole Cicala, doge de Gênes du 11 juillet 1635 au 11 juillet 1637.
- Anton Giulio Brignole Sale (1605-1662), fils du précédent, ambassadeur, religieux et important homme de lettres génois.
- Paola Adorno Brignole Sale, épouse du précédent.
- Giovanni Francesco (1643-1694) et Rodolphe Brignole Sale (1631-1683), fils des précédents. Ils firent construire le palazzo Rosso sur la Strada Nuova.
- Anton II Giulio Brignole Sale (1673-1710), fils de Gio Francesco, ambassadeur de la république de Gênes en France pendant la guerre de Succession d'Espagne.
- Emilia Brignole, épouse de Francesco Maria Imperiale Lercari (1629-1712), doge de 1683 à 1685, qui par son attitude superbe dut s'humilier à Versailles devant Louis XIV. La ville de Gênes ayant été bombardée par la flotte d'Abraham Duquesne[17].

### XVIIIesiècle
- Anton II Giulio Brignole Sale (1673-1710), fils de Ridolfo I Brignole-Sale, 4e marquis de Groppoli en Toscane, patricien génois, ambassadeur à Naples en 1702, puis à Madrid puis à Versailles. Il est le père de Gian Francesco II, doge en 1746, de Giuseppe Maria, Giacomo Maria et Ridolfo II Emilio, doge en 1762.
- Gian Francesco II Brignole Sale (1695-1760) : doge de Gênes du 3 mars 1746 au 3 mars 1748, général-en-chef, ambassadeur et sénateur à vie.
- Battina Raggi, épouse du précédent.
- Giuseppe Brignole Sale : (1703-1769), ambassadeur à Versailles, frère de Francesco et de Rodolpho.
- Marie-Catherine Brignole-Sale (1737-1813) : fille de Giuseppe, princesse de Monaco et de Condé. Elle est l'épouse d'Honoré III de Monaco (1720-1795) dont elle se sépare en 1770 puis du prince de Condé, Louis Joseph de Bourbon-Condé (1736-1818), en 1798.
- Ridolfo-Emilio Brignole-Sale (1708-1774) : doge de Gênes du 25 novembre 1762 au 25 novembre 1764.
- Anna Pieri Brignole Sale (1765-1815)[18], épouse de Anton Giulio III (1764-1802), fils du précédent, suivante de l'impératrice Marie-Louise.
- Giacomo Maria Brignole : (1737-1801) dernier doge de Gênes du 4 mars 1779 au 4 mars 1781 et du 17 novembre 1795 au 17 novembre 1797 (second mandat). Il est aussi l'unique à avoir accompli deux mandats. « Doge président » de la république ligurienne en 1797.

### XIXesiècle
- Antoine Brignole-Sale (1786-1863) : « Il grande Anton Brignole », fils de Anna Pieri Brignole-Sale, ministre et ambassadeur de l'empire français, de Gênes puis du Royaume de Sardaigne, haute figure intellectuelle de la Monarchie de Juillet.
- Maria Brignole-Sale de Ferrari, duchesse de Galliera : fille du précédent, grande philanthrope.
- Luisa Melzi d'Eril, (1822-1868), sœur de la duchesse de Galliera, épouse le petit-fils de Francesco Melzi d'Eril.
- Gian Carlo Brignole, fils de Giacomo Maria Brignole, membre du gouvernement provisoire de la République de Gênes en 1814 et important ministre du royaume de Sardaigne.
- Giacomo Luigi Brignole (1797-1853), cardinal le plus influent de la curie à son époque, pressenti pour devenir pape, il mourut avant.